# Leigh Light
La Llum Leight (en anglès Leigh Light), abreviada "L/L", fou un element anti-submarins usat pels britànics durant la Segona Guerra Mundial. Era una poderosa llum de prop de 22 milions de candeles de 610 mm (24 polzades) de diàmetre ajustada a un nombre de bombarders destinats al Britain's Coastal Command per ajudar-los a veure els U-Boot en superfície durant la nit.
Es va usar de forma satisfactòria des del juny de 1942 fins al final de la guerra (el 1945) per atacar els U-boots que estaven en superfície recarregant les bateries aprofitant la foscor de la nit. L'avió es podia aproximar al submarí usant el radar i només encendre la llum durant l'aproximació final. El submarí no tenia suficient temps per submergir-se i escapar de l'atac i el bombarder tenia una visió clara de l'objectiu. Va tenir tant d'èxit que els submarins alemanys van ser forçats a recarregar les bateries durant les hores de llum durant les quals almenys tenien la possibilitat de veure l'avió quan s'aproximava. Després de la seva introducció les pèrdues de vaixells aliats van caure de les 600.000 a les 200.000 tones per mes.